# Prefektura Akita
Prefektura Akita (jap. 秋田県 Akita-ken) – prefektura znajdująca się w regionie Tōhoku w Japonii. Jej stolicą jest Akita. Ma powierzchnię 11 637,52 km². W 2020 r. mieszkały w niej 959 502 osoby, w 383 531 gospodarstwach domowych  (w 2010 r. 1 085 997 osób, w 389 095 gospodarstwach domowych) .
Obszar prefektury Akita obejmuje tereny historycznych prowincji: Dewa i Mutsu.

## Geografia
Szósta co do wielkości prefektura Japonii o powierzchni 11 637,52 km ². Położona jest na północno-zachodnim wybrzeżu wyspy Honsiu nad Morzem Japońskim. Jest jedną z sześciu prefektur leżących w regionie Tōhoku. Graniczy z prefekturami: od północy z Aomori, od wschodu z Iwate, od południowego wschodu z Miyagi, a od południa z Yamagata.

### Przyroda i klimat
70% powierzchni prefektury pokrywają lasy. W jej klimacie wyróżnia się 4 pory roku, z których zima jest długa, a lato krótkie.
Na terenie prefektury znajdują się takie formy ochrony przyrody, jak: Park Narodowy Towada-Hachimantai, Quasi-Park Narodowy Chōkai, Quasi-Park Narodowy Kurikoma i Quasi-Park Narodowy Oga.

### Podział administracyjny
Prefektura dzieli się na 13 miast (shi), 9 „miasteczek” (machi i chō) oraz 3 wsie (mura).
Miasta:

- Akita
- Daisen
- Katagami
- Kazuno
- Kitaakita
- Nikaho
- Noshiro
- Oga
- Ōdate
- Semboku
- Yokote
- Yurihonjō
- Yuzawa

„Miasteczka”:

- Fujisato
- Gojōme
- Hachirōgata
- Happō
- Kosaka
- Ikawa
- Misato
- Mitane
- Ugo

Wsie:
- Kamikoani
- Ōgata
- Higashinaruse

| Nazwa | Nazwa              | Nazwa      | Powierzchnia (km²) | Ludność | Kod jednostki | Powiat      | Mapa |
| Polska nazwa | Rōmaji             | Kanji      | Powierzchnia (km²) | Ludność | Kod jednostki | Powiat      | Mapa |
| --- | ------------------ | ---------- | ------------------ | ------- | ------------- | ----------- | ---- |
| Akita (stolica) | Akita-chi          | 秋田市     | 906,07             | 307 672 | 05201         |             |      |
| Daisen | Daisen-shi         | 大仙市     | 866,79             | 77 657  | 05212         |             |      |
| Fujisato | Fujisato-machi     | 藤里町     | 282,13             | 2 896   | 05346         | Yamamoto    |      |
| Gojōme | Gojōme-machi       | 五城目町   | 214,92             | 8 538   | 05361         | Minamiakita |      |
| Hachirōgata | Hachirōgata-machi  | 八郎潟町   | 17,00              | 5 583   | 05363         | Minamiakita |      |
| Happō | Happō-chō          | 八峰町     | 234,14             | 6 577   | 05349         | Yamamoto    |      |
| Higashinaruse | Higashinaruse-mura | 東成瀬村   | 203,69             | 2 704   | 05464         | Ogachi      |      |
| Ikawa | Ikawa-machi        | 井川町     | 47,95              | 4 566   | 05366         | Minamiakita |      |
| Kamikoani | Kamikoani-mura     | 上小阿仁村 | 256,72             | 2 063   | 05327         | Kitaakita   |      |
| Katagami | Katagami-shi       | 潟上市     | 97,72              | 31 720  | 05211         |             |      |
| Kazuno | Kazuno-shi         | 鹿角市     | 707,52             | 29 088  | 05209         |             |      |
| Kitaakita | Kitaakita-shi      | 北秋田市   | 1 152,76           | 30 198  | 05213         |             |      |
| Kosaka | Kosaka-machi       | 小坂町     | 201,70             | 4 780   | 05303         | Kazuno      |      |
| Misato | Misato-chō         | 美郷町     | 168,32             | 18 613  | 05434         | Senboku     |      |
| Mitane | Mitane-chō         | 三種町     | 247,98             | 15 254  | 05348         | Yamamoto    |      |
| Nikaho | Nikaho-shi         | にかほ市   | 241,13             | 23 435  | 05214         |             |      |
| Noshiro | Noshiro-shi        | 能代市     | 426,95             | 49 968  | 05202         |             |      |
| Ōdate | Ōdate-shi          | 大館市     | 913,22             | 69 237  | 05204         |             |      |
| Oga | Oga-shi            | 男鹿市     | 241,09             | 25 154  | 05206         |             |      |
| Ōgata | Ōgata-mura         | 大潟村     | 170,11             | 3 011   | 05368         | Minamiakita |      |
| Semboku | Semboku-chi        | 仙北市     | 1 093,56           | 24 610  | 05215         |             |      |
| Ugo | Ugo-machi          | 羽後町     | 230,78             | 13 825  | 05463         | Ogachi      |      |
| Yokote | Yokote-shi         | 横手市     | 692,80             | 85 555  | 05203         |             |      |
| Yurihonjō | Yurihonjō-shi      | 由利本荘市 | 1 209,59           | 74 707  | 05210         |             |      |
| Yuzawa | Yuzawa-shi         | 湯沢市     | 790,91             | 42 091  | 05207         |             |      |
| Prefektura Akita | Akita-ken          | 秋田県     | 11 637,52          | 959 502 | 05            |             |      |
| * Miasta (shi) nie znajdują się w żadnym z powiatów. **W prefekturze znajduje się również jezioro Hachirō-gata, którego część znajduje się w granicach administracyjnych wioski Ōgata, a pozostała część o powierzchni o powierzchni 21,97 km², położona pomiędzy miejscowościami Oga, Katagami, Gojōme i Ikawa nie jest brana pod uwagę przy podawaniu powierzchni tych miejscowości, lecz brana pod uwagę przy podawaniu powierzchni całej prefektury. |                    |            |                    |         |               |             |      |

## Demografia
W 2005 roku prefekturę zamieszkiwało 1 145 501 osób. W roku 2008 było to około 1 118 000, a w 2010 roku 1 085 997 osób, co dawało gęstość zaludnienia na poziomie 93 os./km² .

### Transport
Głównymi drogami prefektury są autostrady: Akita, Nihonkai-Tōhoku oraz Tōhoku.
Transport kolejowy zapewniają linie: Akita Shinkansen, Ōu-honsen, Gonō-sen, Hanawa-sen, Oga-sen, Uetsu-honsen, Akita Nairiku-sen, Chōkai Sanroku-sen, Kōnan-sen, Ōwani-sen.
Na terenie prefektury znajduje się port lotniczy Akita.